# 林正和
林 正和（はやし まさかず、1945年4月6日 - ）は、東京都世田谷区出身の大蔵（財務）官僚。財務事務次官等を経て、日本取引所グループ取締役取締役会議長。

## 人物
東京都世田谷区出身（父は岡山県、母は福井県）。血液型はA型。趣味は音楽（尺八）、釣り。スポーツはゴルフ、水泳。
財務省内では「温厚な人柄」「マジメな紳士」といわれており、調整型のリーダーで敵が少ないとされている。
財務省（大蔵省）で1期下の細川興一とは犬猿の仲であった。
課長補佐時代は主に主計局総務課の企画部門でキャリアを重ねていた。
同期では田谷廣明が主計局長→事務次官の最右翼候補といわれていたが、田谷の不祥事による失脚で林が浮上した。主計畑であるが、証券スキャンダル事件の収拾のための証券行政の信頼回復のため、異例の証券局総務課長として登用されていた。

## 略歴

### 学歴
- 1964年3月 - 東京教育大附属駒場高等学校卒業
- 1964年4月 - 東京大学文科一類に入学[8]
- 1967年9月 - 国家公務員上級甲種試験（法律）に合格。試験地は東京都。受験番号は960番[9]
- 1968年3月 - 東京大学法学部第2類（公法コース）卒業[10]

### 職歴
- 1968年4月 - 大蔵省（後の財務省）入省（主計局総務課配属）
- 1969年10月 - 大阪国税局調査部
- 1971年7月 - 主税局総務課総務第一係長心得[11]
- 1973年7月 - 呉税務署長
- 1974年7月 - 青森県農林部経済課長
- 1977年7月 - 主計局総務課課長補佐（企画）[4]
- 1978年7月 - 主計官補佐（総理府第一係主査）
- 1979年7月 - 主計官補佐（外務・経済協力係主査）
- 1981年6月26日 - 主計局総務課課長補佐（企画）[12][5]
- 1983年6月23日 - 主計局付（外務省研修所）[13]
- 1984年5月 - 外務省在米国日本大使館一等書記官
- 1985年1月 - 外務省在米国日本大使館参事官
- 1987年7月 - 大臣官房参事官兼主税局
- 1988年6月27日 - 宮沢喜一大蔵大臣秘書官事務取扱
- 1988年12月24日 - 大臣官房参事官
- 1989年6月23日 - 主計官（建設・公共事業担当）
- 1991年6月18日 - 主計局法規課長
- 1992年6月26日 - 証券局総務課長
- 1993年6月25日 - 大臣官房文書課長
- 1994年7月1日 - 近畿財務局長
- 1995年5月26日 - 主計局次長（末席）
- 1995年6月20日 - 主計局次長（次席）
- 1996年7月12日 - 主計局次長（筆頭）
- 1997年7月1日 - 経済企画庁官房長
- 1999年7月8日 - 官房長
- 2000年6月30日 - 主計局長
- 2003年1月14日 - 財務事務次官
- 2004年7月2日 - 退官
- 2004年9月24日 - 日本中央競馬会審査会委員[14]
- 2007年10月17日 - 東京証券取引所自主規制法人理事長
- 2013年6月 - 日本取引所グループ取締役取締役会議長
- 2021年11月3日 - 瑞宝重光章受章[15][16]